# Walthall
Pour les articles homonymes, voir Walthall (homonymie).
La ville de Walthall est le siège du comté de Webster, situé dans l'État du Mississippi, aux États-Unis.